# Ara guadeloupensis
Ara guadeloupensis é uma espécie hipotética extinta de arara que pode ter sido endêmica da ilha de Guadalupe, no Caribe. Apesar da ausência de espécimes conservados, muitos detalhes sobre a arara são conhecidos a partir de relatos de viajantes europeus que visitaram o Novo Mundo. A ave pode ainda ter sido retratada em algumas ilustrações. Com base nessas antigas descrições, o zoólogo Austin Hobart Clark descreveu cientificamente a espécie em 1905, mas devido à falta de restos físicos, bem como à possibilidade de que as menções se refiram a araras do continente levadas a Guadalupe, foram levantadas dúvidas sobre a existência desta espécie. Um osso da falange achado na ilha Marie-Galante em 2015 confirmou que uma arara de tamanho similar habitou a região antes da chegada dos seres humanos. Tal material foi apontando como pertencente a uma Ara guadeloupensis.
De acordo com descrições da época, o corpo da arara era vermelho e suas asas eram coloridas, com tons de vermelho, azul e amarelo. As penas da cauda mediam entre 38 e 51 cm de comprimento. Exceto pelo tamanho menor e pelas penas da cauda completamente vermelhas, parecia-se bastante com a araracanga. Os especialistas acreditam que possam ser duas espécies aparentadas. Alimentava-se de frutas, incluindo as venenosas maçãs da mancenilheira. Era uma ave monogâmica, construía seus ninhos em árvores e punha dois ovos, duas vezes por ano. Os primeiros viajantes descreveram a espécie como sendo abundante em Guadalupe. Porém, em 1760 já havia se tornado rara, sobrevivendo apenas em áreas desabitadas. Acredita-se que pouco tempo depois a espécie desapareceu. A caça por humanos e uma doença que as acometia são as principais causas de sua extinção.

## Taxonomia

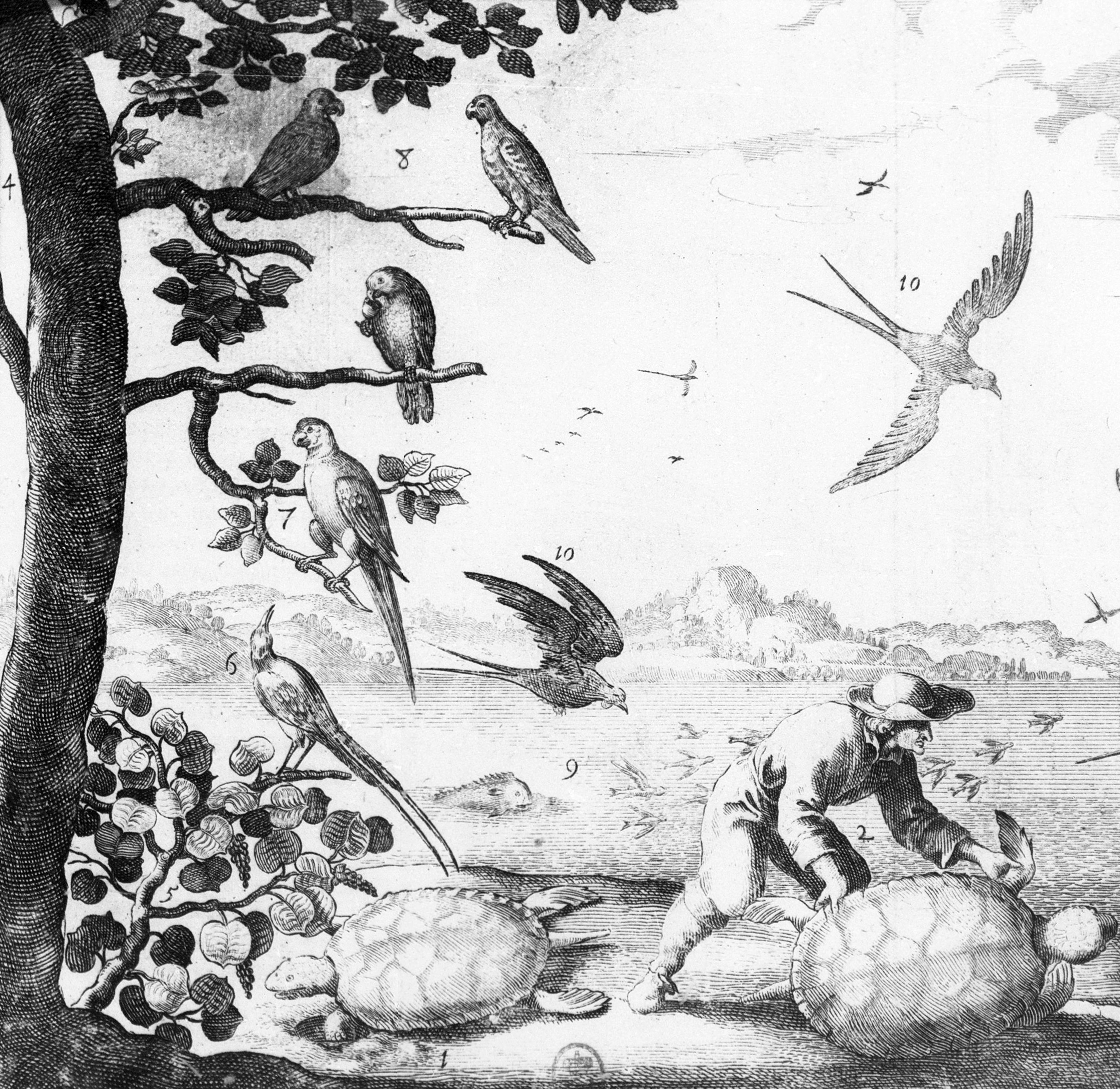
Ilustração de Du Tertre de 1667 retratando uma Ara guadeloupensis (7) e três Amazona violacea (8).

Ara guadeloupensis é uma espécie relativamente bem documentada em comparação com a maioria das outras araras extintas do Caribe, uma vez que foi mencionada e descrita em vida por vários autores. A primeira menção foi, provavelmente, redigida pelo historiador espanhol Gonzalo Fernández de Oviedo em 1553, referindo-se a um relato de 1496 feito por Fernando Colombo, que escreveu sobre papagaios da ilha de Guadalupe que eram tão grandes quanto galinhas e que os nativos chamavam de "Guacamayas". Em 1774, o conde de Buffon também afirmou que Cristovão Colombo havia encontrado araras nessa mesma ilha. Jean-Baptiste Du Tertre forneceu as primeiras descrições detalhadas em 1654 e 1676, e ilustrou a ave e outros animais encontrados em Guadalupe, parte do arquipélago das Pequenas Antilhas. Quase um século mais tarde, em 1742, o francês Jean-Baptiste Labat também descreveu a arara.
Em 1905, com a ave já extinta, o zoólogo norte-americano Austin Hobart Clark cunhou o nome científico Ara guadeloupensis, baseado nos relatos antigos, e também citou uma gravura colorida de 1765 como possivelmente retratando esta espécie. Ele escreveu que a ave encontrada em Guadalupe tinha várias características diferentes de outras araras parecidas, tais como a araracanga (Ara macao), a arara-vermelha (Ara chloropterus) e a arara-vermelha-de-cuba (Ara tricolor). O ornitólogo James Greenway afirmou que as araras vistas em Guadalupe podem ter sido importadas por indígenas para a ilha a partir de outros lugares, mas isso é impossível de se provar. De acordo com o paleontólogo Julian Hume, sua semelhança com a araracanga indica que elas são parentes próximas, e que a espécie de Guadalupe pode ter descendido da arara do continente. Greenway acredita que a araracanga e a arara-vermelha-de-cuba formaram uma superespécie com a Ara guadeloupensis e outras espécies hipotéticas extintas sugeridas para a Jamaica e a ilha Hispaniola.
Uma pequena ulna (um dos ossos da perna) de papagaio foi encontrada no sítio arqueológico Folle Anse em Marie-Galante, uma ilha na região de Guadalupe. O material foi apontado como pertencente à Ara guadeloupensis pelos ornitólogos Matthew Williams e David Steadman em 2001. Os ornitólogos Storrs Olson e Edgar Maíz López lançaram dúvidas sobre essa identificação e propuseram que o osso era na verdade de um papagaio-imperial (Amazona imperialis), espécie que ainda está viva. O tamanho e robustez do osso é semelhante ao da ulna do papagaio-imperial, e ainda que esteja gasto, os autores identificaram o que parecia ser um entalhe, que também está presente nas ulnas do gênero Amazona, mas não nas do gênero Ara. No mesmo artigo, eles também argumentaram que outro papagaio simpátrico hipotético extinto, Amazona violacea, era idêntico ao papagaio-imperial. Restos subfósseis achados na ilha de Montserrat também foram apontados como sendo da Ara guadeloupensis. A espécie foi reconhecida pela BirdLife International e pela Lista Vermelha da União Internacional para a Conservação da Natureza e dos Recursos Naturais até 2013, mas atualmente não é considerada válida.
Em 2015, um osso da falange terminal ou ungueal (osso da garra) atribuível ao gênero Ara, encontrado na ilha Marie-Galante, foi descrito por Monica Gala e Arnaud Lenoble. Ele foi descoberto na caverna Blanchard, durante escavações em 2013 e 2014, num depósito contendo fósseis que datam do Pleistoceno tardio. O depósito foi datado por radiocarbono em cerca de 10 690 anos; a mais antiga evidência da ocupação humana na área foi estimada em 5 300 anos. Este achado confirmou que a região de Guadalupe já teve uma arara endêmica, que não foi levada para lá como resultado da colonização humana. Todos os outros ossos de araras oriundos das Pequenas Antilhas estão no contexto arqueológico (ou seja, quando já havia humanos) e poderiam, portanto, ter sido restos de aves trazidas até lá pelos ameríndios. O tamanho do osso da falange combinou com os relatos antigos daqueles que avistaram a Ara guadeloupensis ainda viva e, portanto, os autores correlacionaram os dois, embora admitindo que essa conclusão pode ser apenas provisória, pois não há outros restos da ave para comparar com o que encontraram.
No final de 2015, Lenoble revisou fontes históricas espanholas e francesas até então negligenciadas, e encontrou referências a araras vermelhas consistentes com a Ara guadeloupensis. Os escritos do missionário francês Raymond Breton (que esteve em Guadalupe entre 1635 e 1654) foram especialmente esclarecedores, pois mostraram que tanto ele como os nativos caribenhos distinguiam claramente as araras vermelhas de Guadalupe e as araras vermelhas do continente, o que apóia a validade da Ara guadeloupensis. Como o idioma caribenho tinha diferentes palavras reservadas para homens e mulheres, Breton nomeou a ave como Kínoulou (macho) e Caarou (fêmea). Lenoble concluiu ainda que a Anodorhynchus purpurascens, que foi nomeada graças a menções de papagaios azuis também supostamente nativos de Guadalupe, foi incorretamente baseada em referências da também extinta Amazona violacea.

### Parentes extintos do Caribe

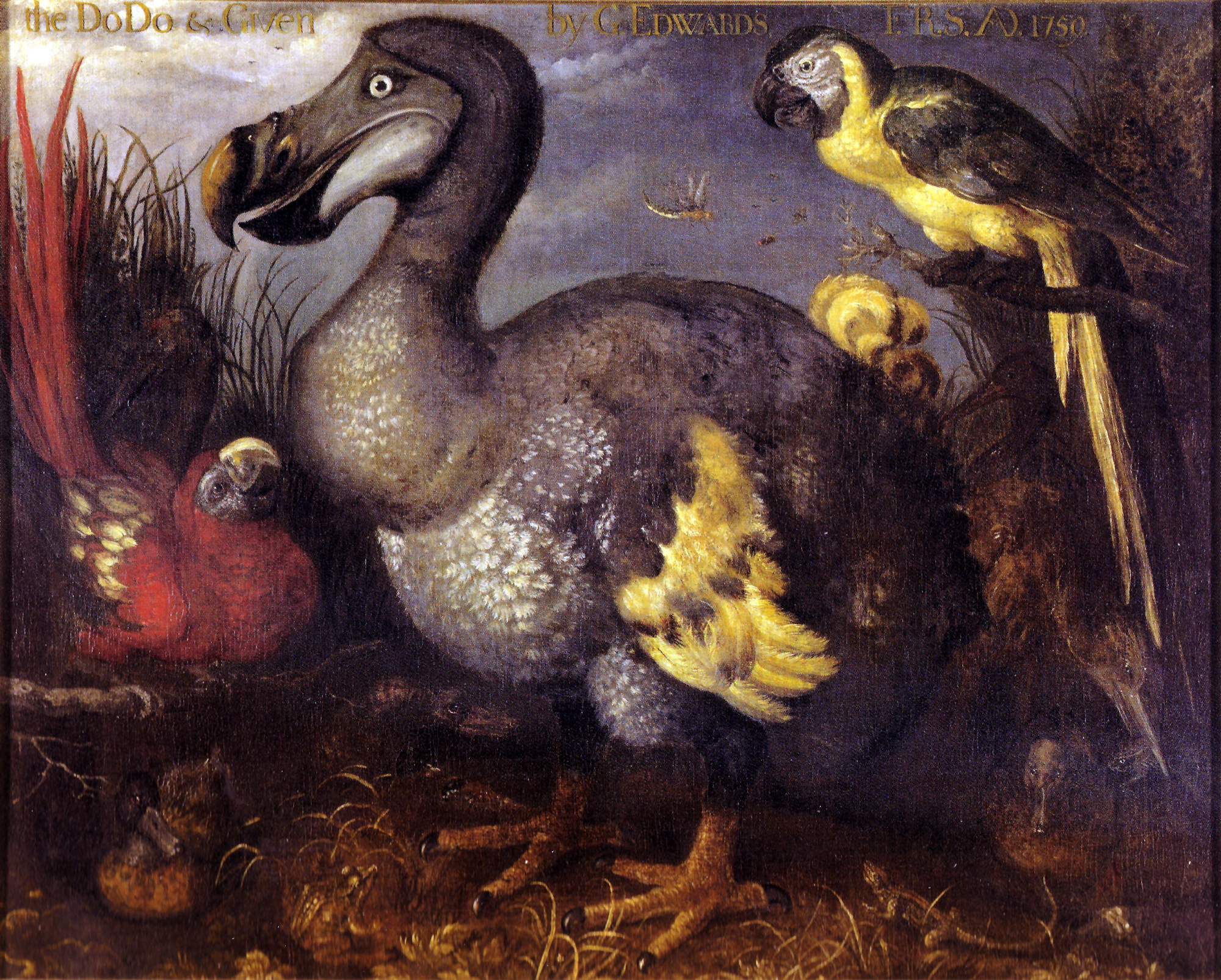
Edwards' Dodo (Savery, 1626) possivelmente mostrando uma Ara martinicus à direita, e uma Ara guadeloupensis à esquerda do dodô.

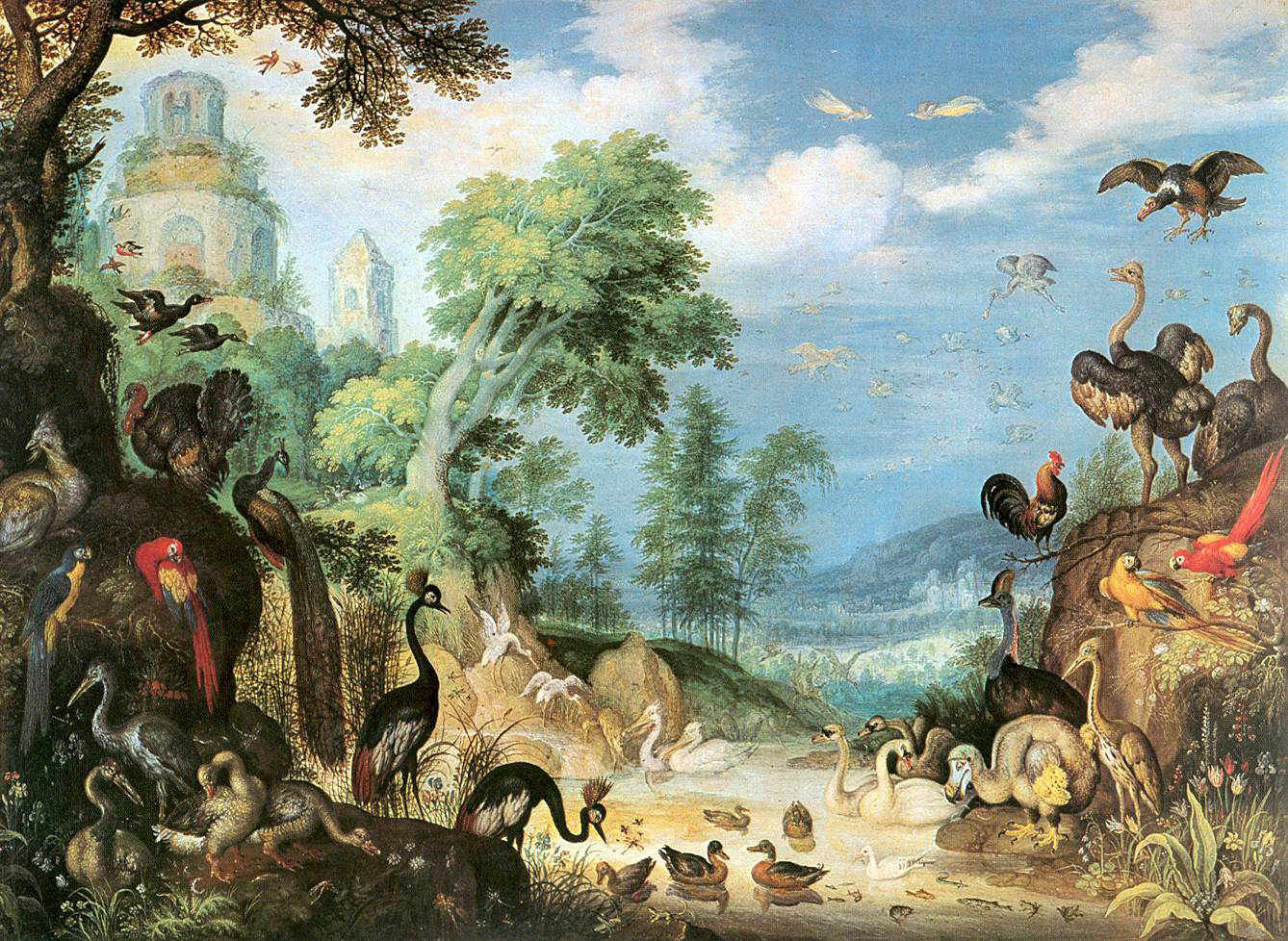
Nesta pintura de Savery (1626) há araras parecidas com a cauda toda vermelha

Sabe-se hoje que araras eram transportadas entre as ilhas do Caribe e o continente sul-americano, tanto em tempos históricos por europeus e nativos, como em tempos pré-históricos por paleoamericanos. Os papagaios foram importantes na cultura dos indígenas caribenhos: eram comercializados entre as ilhas e estavam entre os presentes oferecidos a Cristóvão Colombo quando ele chegou às Bahamas em 1492. Por conta disso, é difícil determinar se os numerosos registros históricos mencionam espécies distintas de araras endêmicas, uma vez que podem ter sido indivíduos ou populações selvagens de araras exóticas transportadas de seu local de origem para diversas outras ilhas. Acredita-se que cerca de treze espécies de araras extintas viveram nas ilhas caribenhas até recentemente. Além da Ara guadeloupensis, apenas outras duas espécies de araras endêmicas do Caribe são conhecidas a partir de restos físicos; a existência da arara-vermelha-de-cuba foi confirmada através de subfósseis e dezenove peles que hoje estão em museus, e a arara-de-santa-cruz graças a subfósseis. Nenhuma arara endêmica do Caribe sobreviveu até os dias atuais; elas provavelmente foram levados à extinção por seres humanos em tempos históricos e pré-históricos.
Muitas araras extintas hipotéticas foram descritas cientificamente apenas com base em relatos da época em que eram vivas, mas tais espécies são hoje consideradas duvidosas. Várias delas foram batizadas no início do século XX por Walter Rothschild, que tinha uma tendência a nomear espécies novas com base em pouca evidência tangível. Ara erythrocephala e Ara gossei foram nomeadas graças a relatos de araras na Jamaica, enquanto a Ara martinicus foi vista na ilha Martinica e a Ara atwoodi era supostamente endêmica de Dominica. A Anodorhynchus purpurascens, que recebeu este nome devido a relatos de papagaios azuis também supostamente de Guadalupe, é considerada atualmente como sendo na verdade a Amazona violacea.
Outras espécies de araras também foram mencionadas, mas muitas nunca receberam nomes binomiais, ou são consideradas sinônimos juniores de outras espécies. Williams e Steadman defenderam a validade de muitas das espécies de araras caribenhas e escreveram que cada ilha das Grandes e Pequenas Antilhas provavelmente tinha sua própria espécie endêmica. Olson e Maíz duvidaram da validade das araras hipotéticas e da ideia de que todas as ilhas das Antilhas já tiveram uma espécie nativa, acrescentando que a ilha de Hispaniola seria o lugar mais provável para abrigar uma espécie endêmica desse tipo de ave, devido a sua grande extensão territorial, embora não se conheça nenhum fóssil ou descrição de uma arara por lá. Eles propuseram que tal espécie pode ter sido levada à extinção antes da chegada dos europeus. A distribuição pré-histórica de araras nativas do Caribe só pode ser determinada através de novas descobertas paleontológicas.

## Descrição

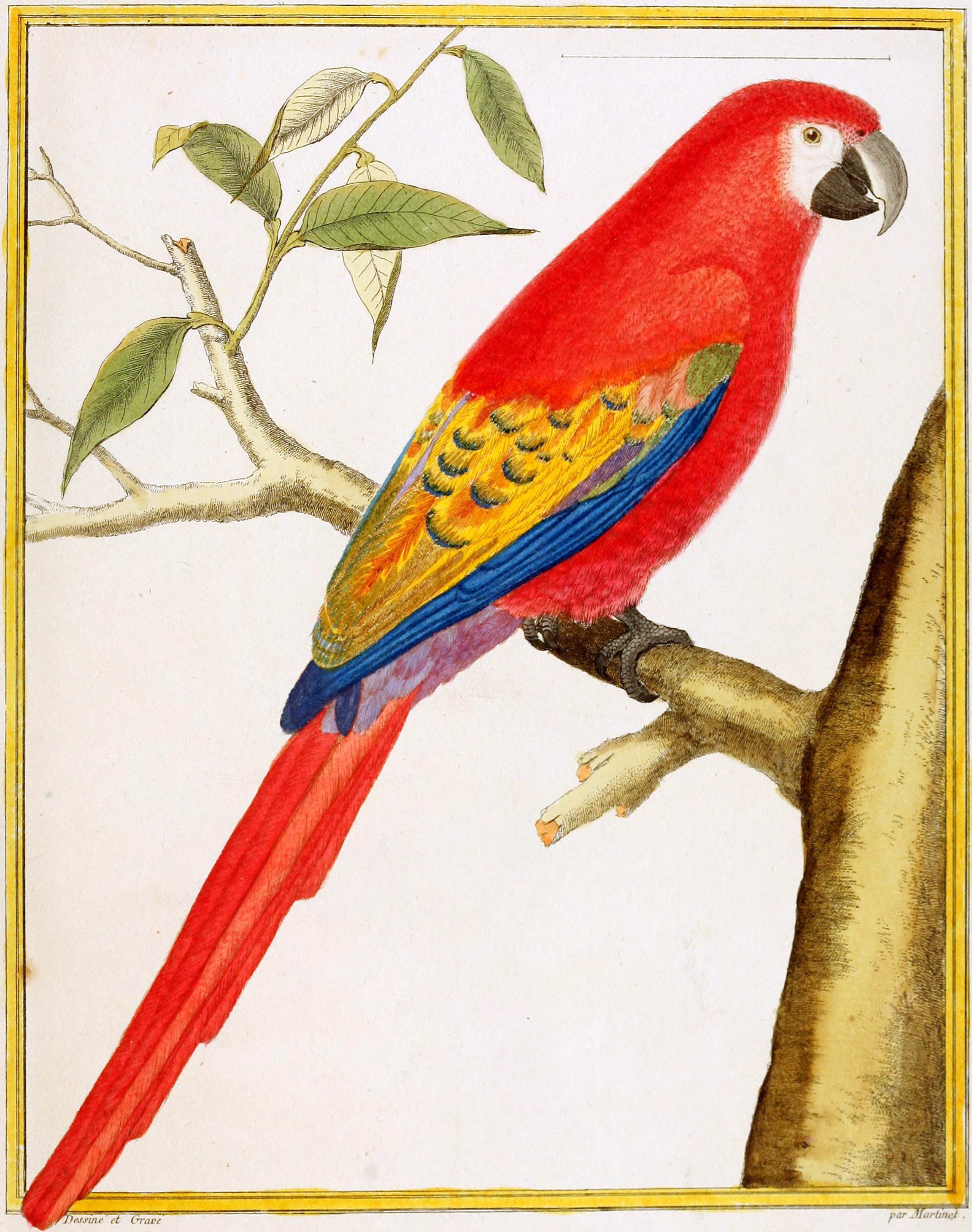
Uma das variantes da gravura original de Martinet (1765)

Ara guadeloupensis foi descrita como tendo coloração semelhante à araracanga, mas com as penas da cauda mais curtas, medindo entre 38 e 51 cm de comprimento. As penas da cauda da araracanga podem chegar a 61 cm de extensão e suas extremidades são azuis, e as penas que recobrem a cauda são quase inteiramente dessa cor. Apesar da cauda menor, não se sabe exatamente se Ara guadeloupensis era menor que a araracanga no tamanho total, pois as proporções relativas das partes do corpo variam entre as espécies de araras. As penas da cauda eram mais longas que as da arara-vermelha-de-cuba, que mediam apenas 30 cm de comprimento. A morfologia da falange fóssil encontrada na ilha Marie-Galante era mais parecida com o segundo ou terceiro ungueal da araracanga, embora ligeiramente menor, com 15,3 mm contra 15 a 17 mm.
Jean-Baptiste Du Tertre descreveu a Ara guadeloupensis em 1654 da seguinte maneira:
A arara é o maior de todos os papagaios da tribo; pois embora os papagaios de Guadalupe sejam maiores que todos os outros papagaios, tanto os das ilhas como os do continente, as araras são um terço maiores do que eles... A cabeça, pescoço, traseira, e dorso são da cor do fogo. As asas são uma mistura de amarelo, azul e escarlate. A cauda é totalmente vermelha, com um pé e meio de comprimento.
Embora Clark tenha convertido a medição da cauda de Du Tertre para 18 polegadas, o que equivale a 45,7 centímetros, Lenoble lembrou que na França do século XVII um pé era um pouco maior que seu equivalente inglês, e a medida deveria, na verdade, ser convertida para 19,3 polegadas (49 cm). Este novo valor indica uma diferença de tamanho menor entre a Ara guadeloupensis e a araracanga.
Jean-Baptiste Labat descreveu a espécie de uma forma bastante parecida quase um século mais tarde, em 1742, adicionando vários detalhes:
As penas da cabeça, pescoço, dorso e traseira são da cor do fogo; as asas são de uma mistura de azul, amarelo e vermelho; a cauda, que tem entre quinze a vinte polegadas de comprimento, é toda vermelha. A cabeça e o bico são muito grandes, e ela anda solenemente; fala muito bem se for ensinada quando jovem; sua voz é forte e distinta; é amável e gentil, e permite ser acariciada...

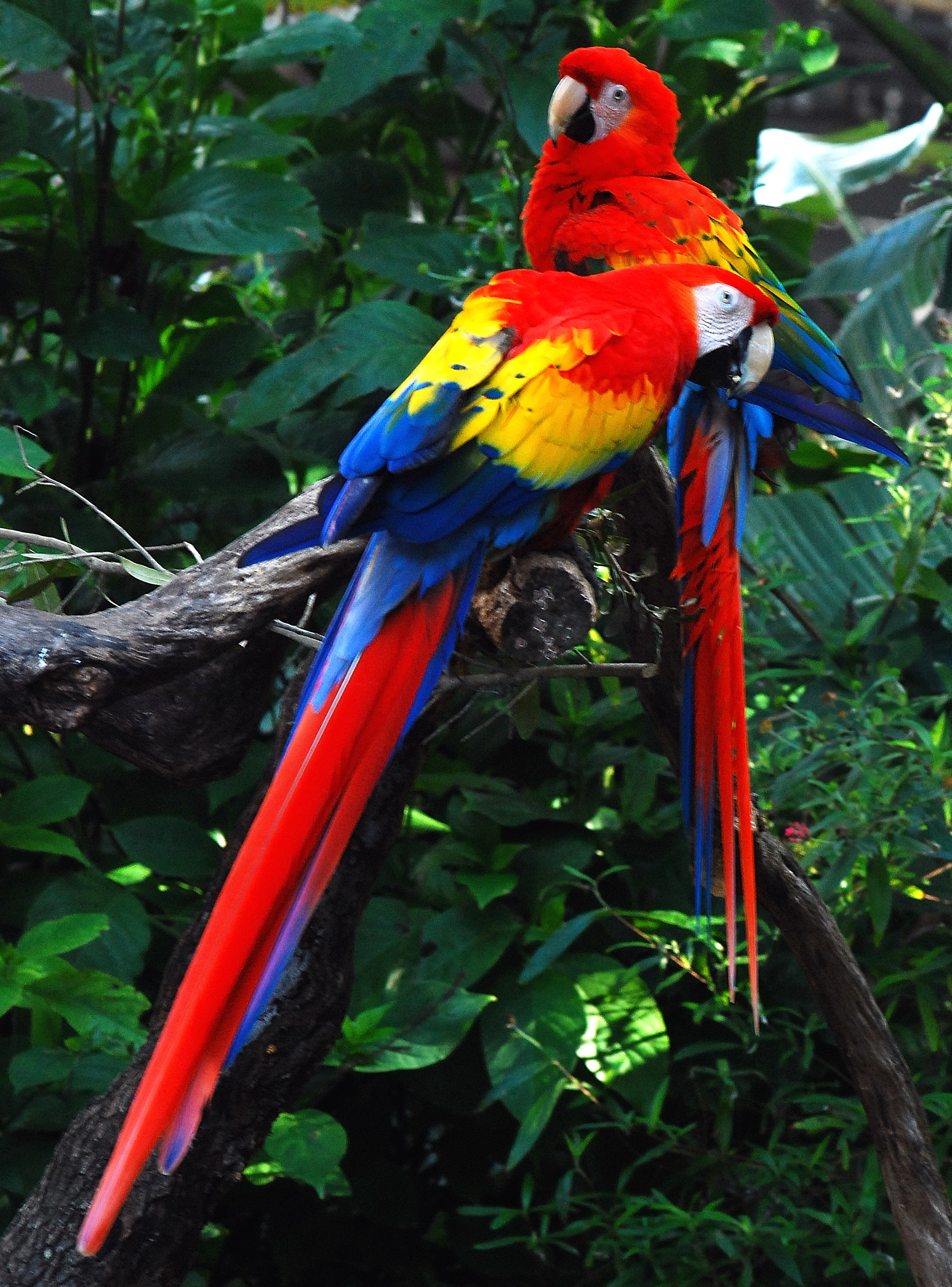
As araracangas são parecidas, mas são maiores e têm penas longas e azuis na cauda

Ambos os autores escreveram que as araras foram os maiores papagaios de Guadalupe e sublinharam que as espécies de papagaios de cada ilha do Caribe eram distintas e podiam ser distinguidas umas das outras visualmente e pela vocalização. De acordo com Julian Hume, isto significa que as aves descritas podem não ter sido simplesmente araras da América do Sul que foram levadas para as ilhas. Além disso, a natureza dócil e amável descrita por Du Tertre e Labat não corresponde ao comportamento das araras do continente sul-americano.
Os relatos do missionário Raymond Breton, redigidos em meados do século XVII, confirmam que a Ara guadeloupensis era distinta das araras vermelhas do continente:
As araras são maiores que os papagaios, com uma plumagem vermelha muito bonita misturada com roxo na cauda e asas ... as araras encontradas em ilhas são chamadas Kínoulou, f. Caarou. Coyáli é encontrada no continente, e é mais vermelha e mais elegante que a variedade da ilha....
Além do esboço desenhado por Du Tertre em 1667 e da ilustração derivada dele feita por Labat em 1722, poucas pinturas contemporâneas retratam araras de plumagem vermelha que poderiam ser a Ara guadeloupensis. A gravura colorida de 1765 do livro de história natural do conde de Buffon (no. 12, intitulada L'Ara Rouge) mostra uma arara vermelha com as penas da cauda inteiramente vermelhas e as penas das escápulas e da base das asas mais vermelhas que as que estão presentes na araracanga. As cópias da gravura diferem nas nuances utilizadas, mas são idênticas no padrão. A pintura sugere que um indivíduo pode ter estado presente na Europa naquele momento. O famoso naturalista Carlos Lineu citou a gravura na sua descrição de 1766 da araracanga, mas sua discriminação não coincide com a ave mostrada. Uma pintura de 1626 feita por Roelant Savery, que também inclui um dodô, mostra uma arara vermelha cuja aparência está de acordo com as descrições da Ara guadeloupensis. Uma segunda arara na pintura foi identificada como sendo a espécie hipotética extinta Ara martinicus. Apesar de naquela época papagaios de todo o mundo terem sido levados para a Europa, é impossível determinar atualmente a acurácia de tais pinturas.

## Comportamento e ecologia

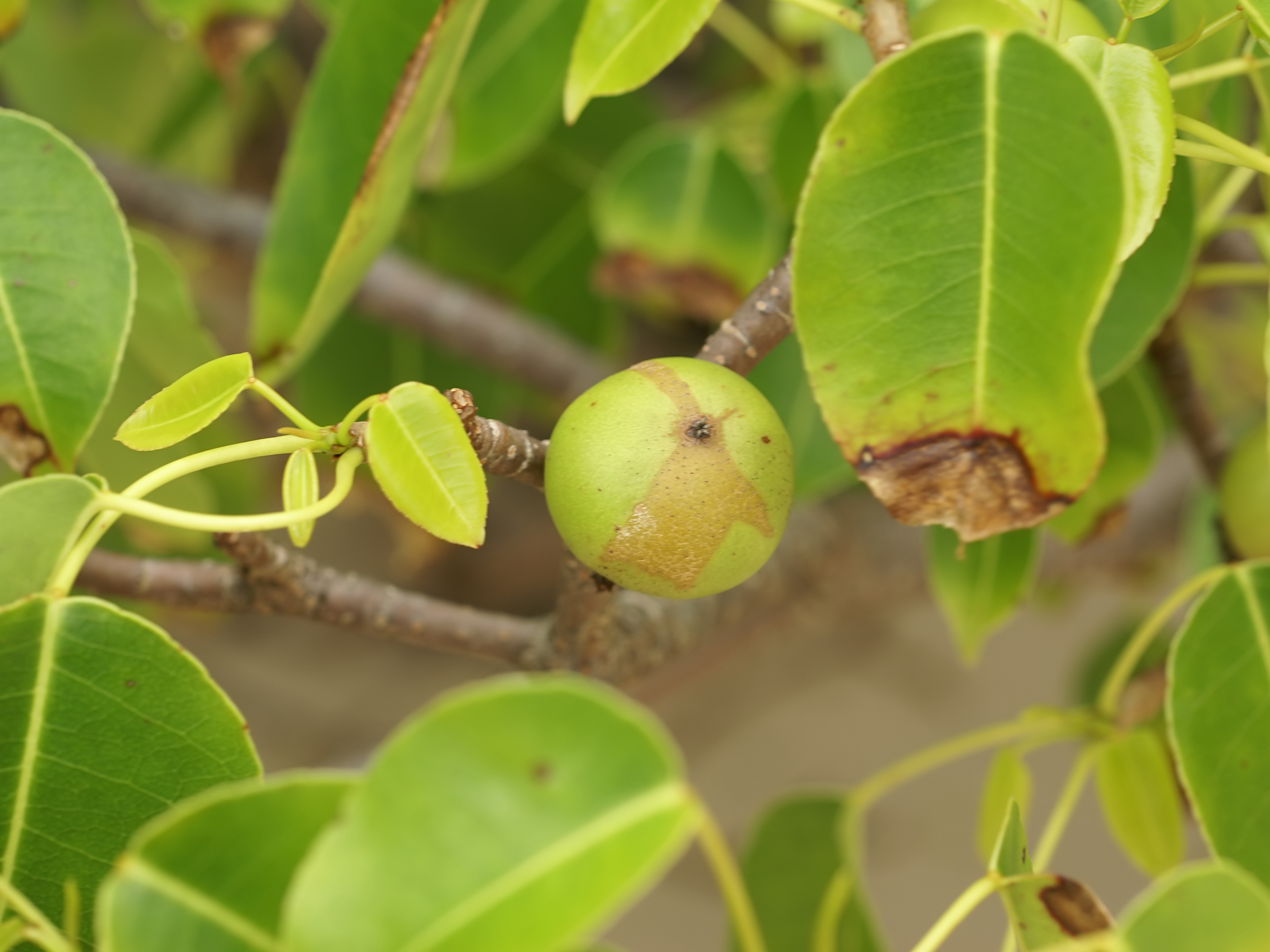
As maçãs da mancenilheira faziam parte da dieta da arara.

Du Tertre escreveu um relato detalhado sobre o comportamento da Ara guadeloupensis em 1654:
Esta ave sobrevive com bagas, e com frutos de certas árvores, principalmente as maçãs da mancenilheira (!), que são um veneno cáustico e potente para outros animais. É a visão mais linda do mundo apreciar dez ou uma dúzia de araras numa árvore verde. Sua voz é alta e penetrante, e elas sempre gritam quando voam. Se alguém imita seu chamado, elas param. Elas têm um comportamento honrado e solene; e não chegam nem perto de se assustar com vários tiros disparados em direção a árvore onde estão empoleiradas, elas fitam suas companheiras que caem mortas no chão sem nem se incomodarem, de modo que é possível disparar cinco ou seis vezes em direção a mesma árvore sem que elas pareçam amedrontadas.
Na sua obra de 1667, Du Tertre fez um relato semelhante, e disse também que a arara comia os frutos venenosos da mancenilheira somente quando havia escassez de alimentos. Ele também descreveu seu comportamento reprodutivo:

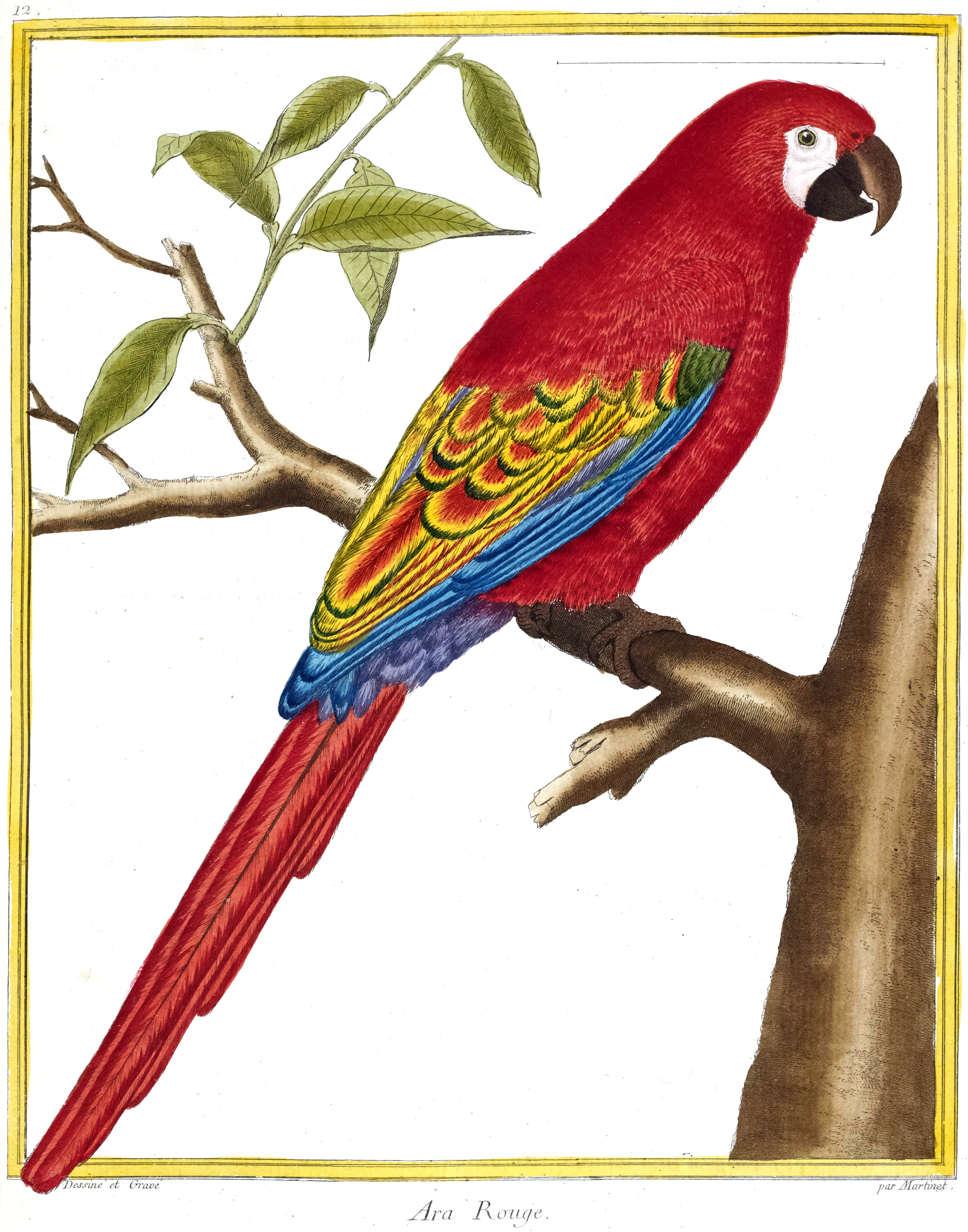
Outra variante da gravura original de Martinet (1765)

O macho e a fêmea são companheiros inseparáveis e é raro que um deles seja visto sozinho. Quando desejam procriar (o que eles fazem uma ou duas vezes por ano) cavam um buraco no tronco de uma grande árvore usando seus bicos, e constroem um ninho com penas de seus próprios corpos. Eles põe dois ovos, do tamanho dos de uma perdiz (Perdix cinerea). Os outros tipos de papagaio fazem seus ninhos da mesma forma, mas colocam ovos verdes ... As araras são muito maiores do que os grandes papagaios de Guadalupe ou Granada, e vivem mais do que um homem; mas são quase todos sujeitos a terem convulsões.
A reprodução descrita como ocorrendo duas vezes ao ano pode ter sido, na verdade, uma reprodução escalonada, que é realizada por algumas aves tropicais.
Clark sugeriu que a Ara guadeloupensis também ocorreu nas ilhas de Dominica e Martinica, mas não há nenhuma evidência que suporte esta afirmação. Em vez disso, a espécie provavelmente existiu em outras ilhas próximas de Guadalupe. A falange fóssil de Marie-Galante foi depositada num momento em que a distância entre aquela ilha e o resto do arquipélago de Guadalupe era muito menor comparada aos dias de hoje, devido ao nível do mar mais baixo. As áreas eram separadas por três canais, sendo que o maior deles tinha 6 km de largura, o que não teria sido um obstáculo para animais voadores. Com este cenário, as araras das ilhas Guadalupe provavelmente formavam uma única população durante o Pleistoceno.

## Extinção

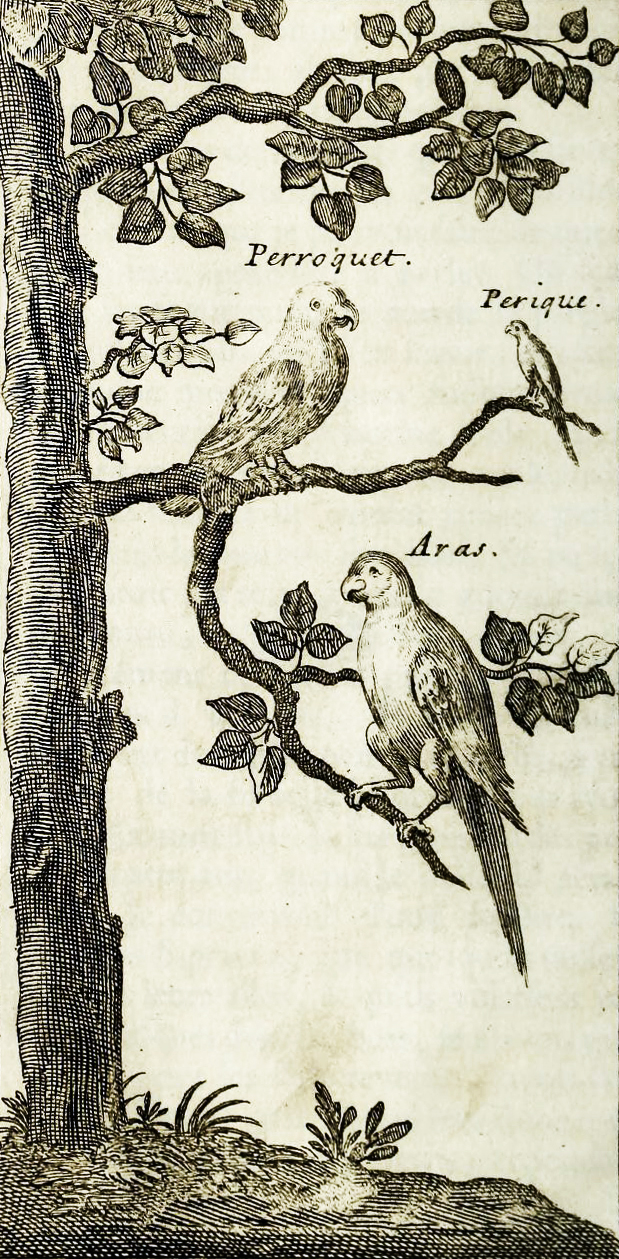
Ilustração de Labat de 1722 retratando aves de Guadalupe: Aratinga labati ("Perique Papagay"), Amazona violacea ("Papagay"), e Ara guadeloupensis ("Aras").

Em 1534, Johann Huttich escreveu que as florestas de Guadalupe estavam cheias desta arara, que aparentemente era tão abundante como gafanhotos, e os nativos da ilha a cozinhavam junto com carne humana e de outras aves. Em 1654, Du Tertre afirmou que a carne era ruim para comer e que alguns a consideravam intragável e até mesmo venenosa. O francês escreveu que muitas vezes ele e os outros habitantes da ilha consumiram a carne, e que ela nunca lhe trouxe problemas de saúde. Também afirmou que os nativos usavam as penas como decoração para a cabeça e atravessando o septo do nariz, como se fossem "bigodes". Ele descreveu como a ave era caçada pelos nativos:
Os nativos fazem uso de um estratagema para pegá-las vivas; eles ficam esperando por uma chance de encontrá-las no chão, comendo algum fruto que tenha caído das árvores, quando se aproximam silenciosamente sob a copa das árvores, em seguida, todos ao mesmo tempo correm para a frente, batendo palmas e enchendo o ar com gritos capazes não só de confundir as aves, mas de aterrorizar a mais corajosa. Em seguida, as pobres araras, surpresas e distraídas, como se tivessem sido atingidas por um raio, perdem sua habilidade com as asas, e, fazendo da necessidade uma virtude, se jogam sobre suas costas e assumem a defesa com as armas que a natureza lhes deu - seus bicos e garras - com os quais elas se defendem tão bravamente que nenhum dos nativos se atreve a colocar sua mão sobre elas. Um dos nativos traz consigo uma vara grande e a coloca sobre a barriga da ave, que a segura com o bico e as garras; mas enquanto ela está ocupada em mordê-la, os nativos a amarram tão habilmente à vara que eles podem fazer o que quiser com ela...
Visto que Du Tertre escreveu que as araras eram propensas a enfermidades, um surto de uma doença, juntamente com a caça, pode ter contribuído para sua extinção. Em 1760, o naturalista francês Mathurin Jacques Brisson citou uma carta feita por M. de la Borde, que afirmava que as araras haviam se tornado muito raras nas Antilhas, pois eram caçadas para servir de alimento. Naquela altura, elas já poderiam ser encontradas apenas em áreas que não eram frequentadas pelo homem, e foram provavelmente extintas logo depois. Araras estão muitas vezes entre as primeiras espécies a serem exterminadas num determinado local, em particular nas ilhas.